# Полиацетилен
Полиацетилен је органски полимер и органски полупроводник, који се припрема или синтетички или као један облик биолошког пигмента меланина. Неки фунгални меланини су чисти полиацетилен. Полиацетилен ме може претварити у водљиви полимер. Припрема се у посебном Циглер-Ната катализатору. Оксидација са јодом повећава проводљивост 108 пута. За тај рад добијена је 2000. Нобелова награда за хемију. Полимеризацијом ацетилена хемијске формуле , структурне формуле: HC≡CH, добија се дугачак ланац атома угљеника са алтернирајућим двоструким везама. Сваки атом водоника може се заменити функционалном везом. Схематски се то приказује ...C=C-C=C-C.... Полиацетилен, који се различито припрема зове се и црни ацетилен или меланин.